# ネオプラン・シティライナー
| ネオプラン・シティライナーN116/3 都タクシー |  | ネオプラン・シティライナーN116/2 京都ロイヤルバス |
| ネオプラン・シティライナーN116/3 都タクシー |  | ネオプラン・シティライナーN116/2 京都ロイヤルバス |

| ネオプラン・シティライナーN116/2（低運転席）中央観光バス「シルバースター」 |  | ネオプラン・シティライナーN116/2 道南バス 高速白鳥号 |
| ネオプラン・シティライナーN116/2（低運転席）中央観光バス「シルバースター」 |  | ネオプラン・シティライナーN116/2 道南バス 高速白鳥号 |

| ネオプラン・シティライナーN112/2 稲荷交通 |  | ネオプラン・シティライナーN112/2 ローレル観光バス |
| ネオプラン・シティライナーN112/2 稲荷交通 |  | ネオプラン・シティライナーN112/2 ローレル観光バス |

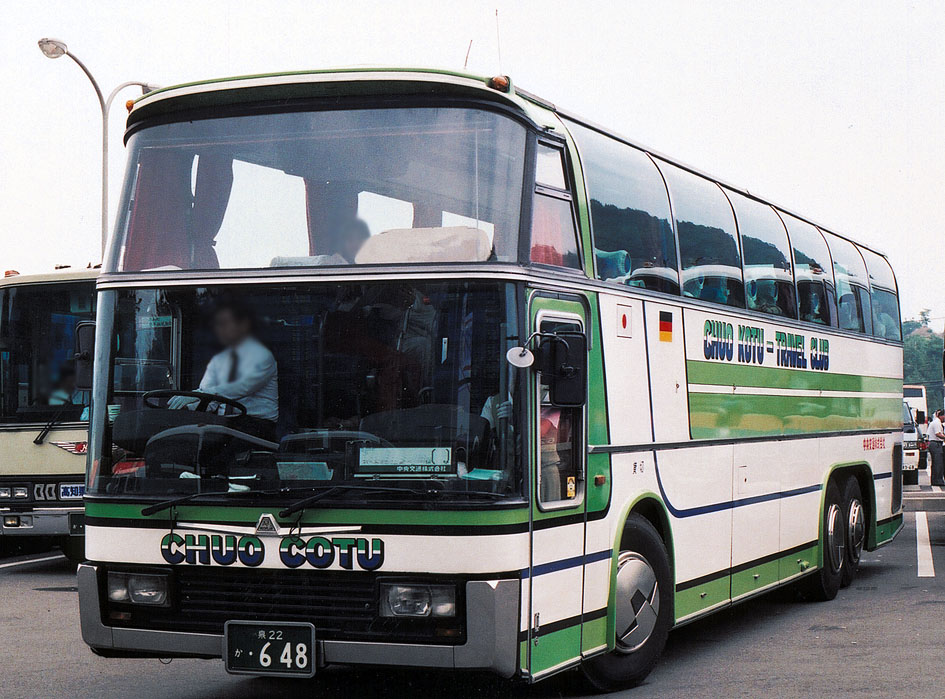
ネオプラン・シティライナーN116/3 中央交通

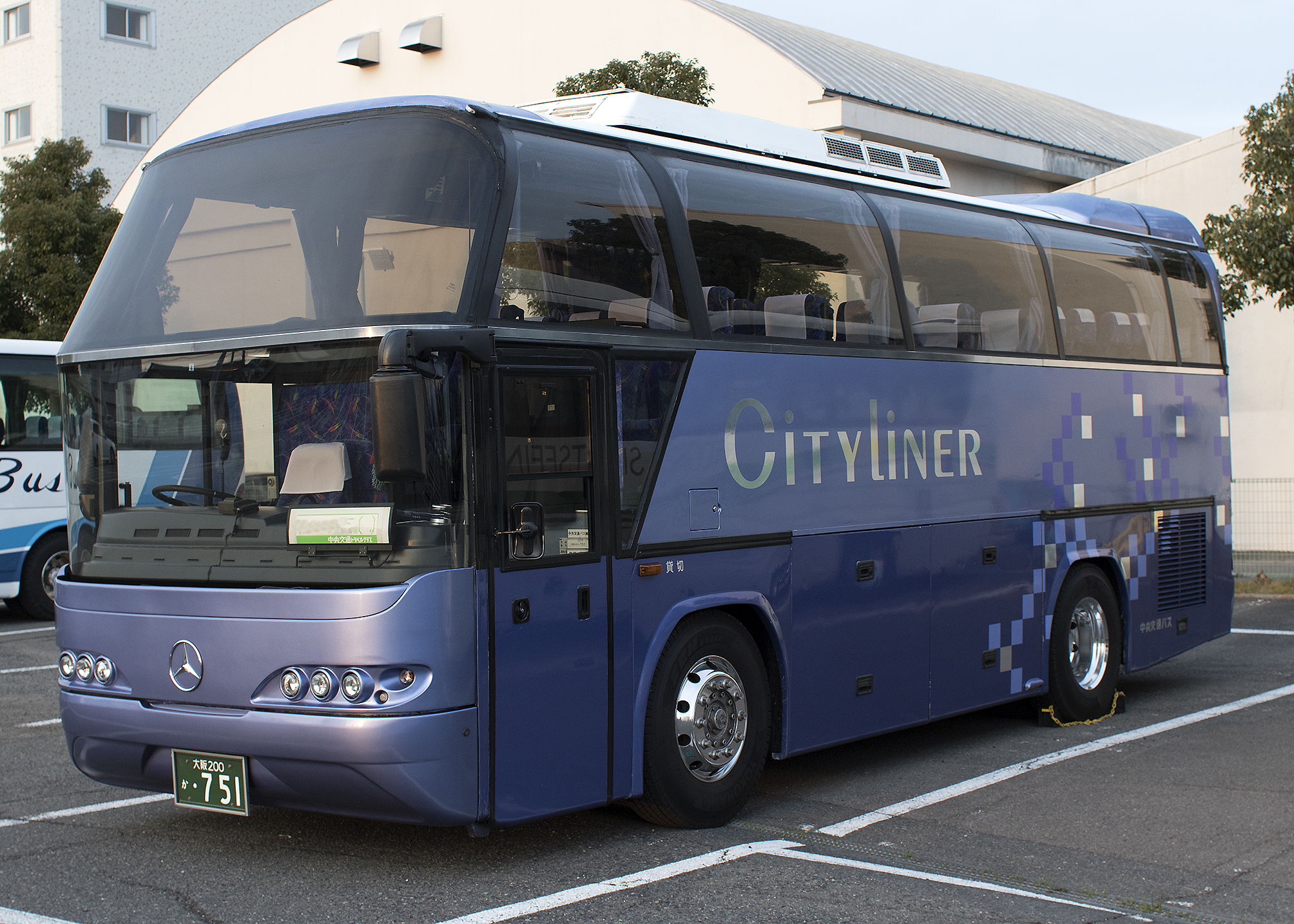
ネオプラン・シティライナーN112/2 中央交通バス

シティライナー(Cityliner)は、ドイツ・アウベルダー社製、ネオプランブランドのスーパーハイデッカー観光バスである。

## 概要
ネオプランのスーパーハイデッカーのうち、フロントガラスを上下2分割した仕様で、ダブルデッカーに通じるデザインとなっている。12m2軸仕様(N116/2)と3軸仕様(N116/3)、9m2軸仕様(N112/2)がある。

## 日本におけるシティライナー
1977年に中央交通によってN116/3 3台が輸入されたのが最初である。その後1986年にモデルチェンジ、N116/2が登場し、日産ディーゼルのエンジンを搭載したモデルも販売された。
ダブルデッカーほどのインパクトはないものの、乗客の視点は通常のバスよりも高い位置にあり、かつ車内の居住性はダブルデッカーよりも優れていることから、多くのバス事業者で導入された。ほとんどは貸切バスとしての導入であったが、道南バスや常磐交通自動車（当時）のように、都市間高速バスへ投入した例もある。
しかし、国内バス製造メーカーからスーパーハイデッカー車がラインナップされると、メンテナンスなどの点で不安があることから新規導入例は減少し、1994年に導入された現行モデルの1台を最後に、12m車の輸入は途絶えている。
なお、スカイライナーと同様、9m車仕様も存在し、こちらは1998年まで輸入は続いた。